# عوینات (استان مدیه)

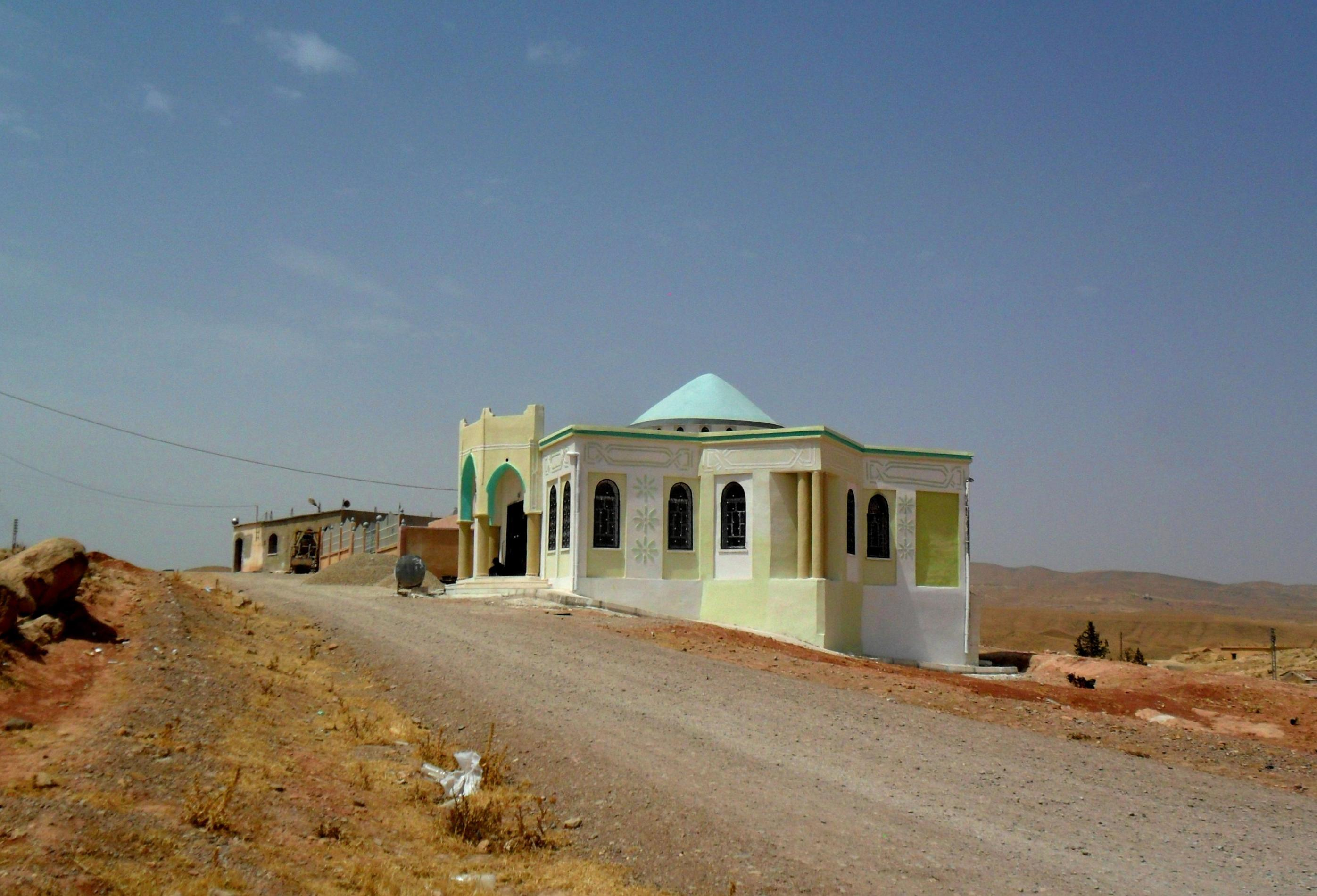
ساختمان عوینات

عوینات (به عربی: العوينات) یک شهرداری در الجزایر است که در استان مدیه واقع شده‌است.
 عوینات  ۳٬۳۶۶ نفر جمعیت دارد.